# جون بيثل
جون بيثل هو لاعب هوكي جليد كندي، ولد في 15 يناير 1957.

## وصلات خارجية
- جون بيثل على موقع دوري الهوكي الوطني (الإنجليزية)
- جون بيثل على موقع قاعة مشاهير الهوكي (لاعب أن.إتش.أل) (الإنجليزية)
- جون بيثل على موقع EliteProspects.com (الإنجليزية)
- جون بيثل على موقع HockeyDB.com (الإنجليزية)
- جون بيثل على موقع Hockey-Reference.com (الإنجليزية)